# Quadrângulo de Argyre

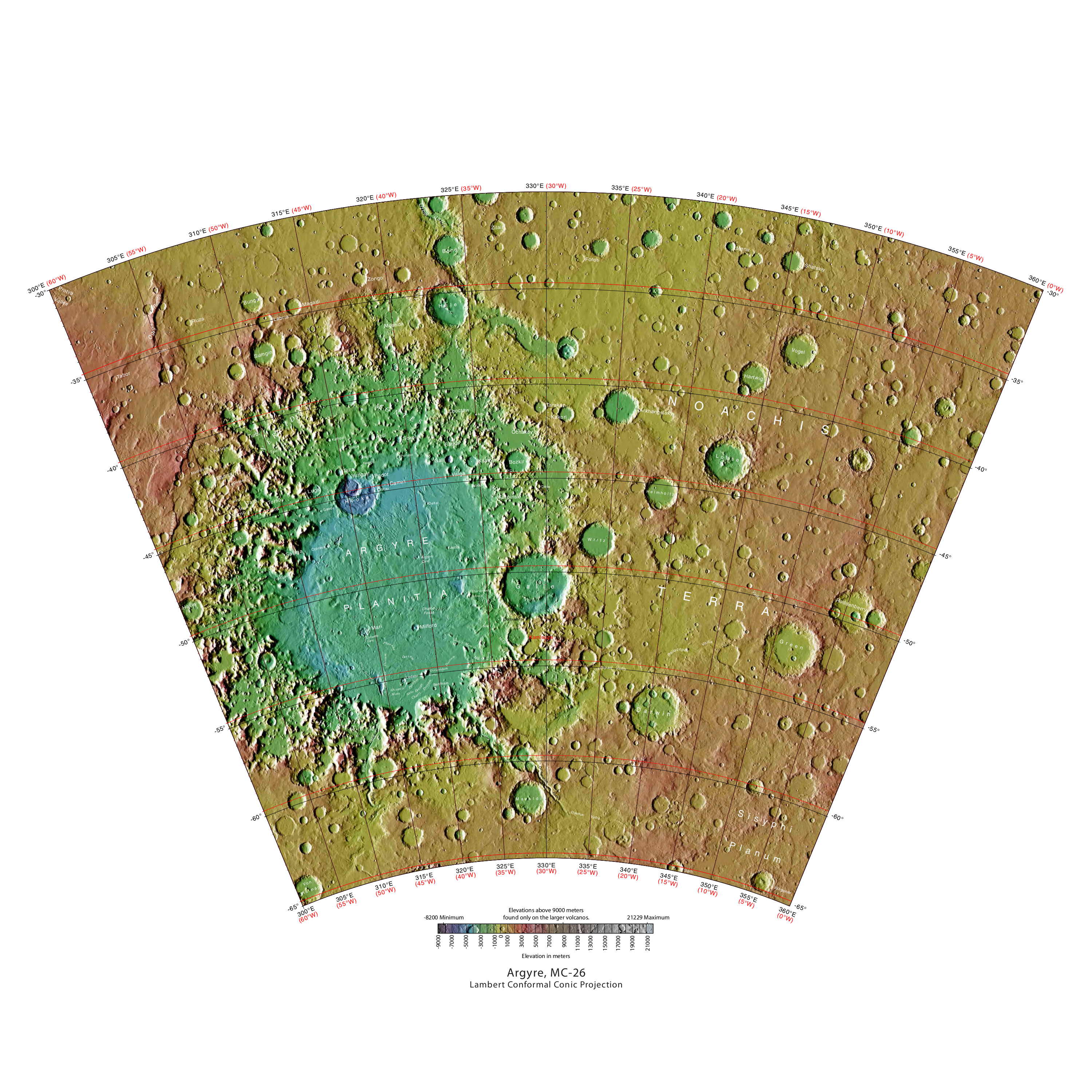
Quadrângulo de Argyre

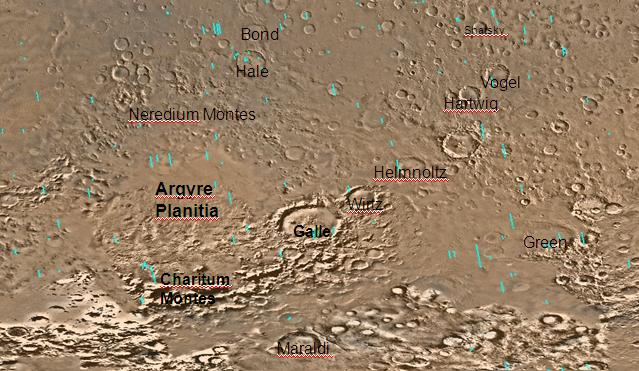
Mapa do quadrângulo de Argyre com as principais formações indicadas.

O quadrângulo de Argyre é um de uma série de 30 quadrângulos em Marte estabelecidos pelo Programa de Pesquisa de Astrogeologia do Serviço Geológico dos Estados Unidos (USGS em inglês). Também pode-se referir ao quadrângulo Argyre como MC-26 (Mars Chart-26).
O quadrângulo de Argyre cobre uma área que vai de 30° a 65 ° latitude sul e de 0° a 60 ° longitude oeste em Marte. É nessa região que se situa a célebre cratera Galle, que lembra um rosto feliz, na Bacia de Argyre, uma imensa cratera.

## Ravinas marcianas
Ravinas são comuns em algumas partes de Marte. Elas ocorrem em encostas íngremes, especialmente nas paredes das crateras, mas Charitum Montes, um grupo de montanhas, apresenta ravinas em alguns locais. Acredita-se que as ravinas sejam relativamente jovens por possuírem poucas ou nenhuma cratera, e elas se situam no topo de dunas de areia que são em si jovens.  Geralmente, cada ravina possui uma alcova, um canal e uma placa. Apesar de muitas ideias terem sido propostas para explicá-las, as mais populares envolvem água líquida originária de um aquífero ou impressões de antigas geleiras.
Há evidências para ambas as teorias. A maioria das alcovas das ravinas ocorrem no mesmo nível, tal como se esperaria de um aquífero. Várias medições e cálculos demonstram que água líquida poderia existir em um aquífero nas profundidades em que as voçorocas geralmente se iniciam. Uma variação desse modelo é a tese de que o magma montante poderia ter derretido o gelo fazendo com que a água fluísse em aquíferos. Aquíferos são camadas que permitem que a água flua. Eles podem consistir em arenito poroso. Essa camada poderia ser estar situada acima de outra camada que evitaria que a água fluísse mais abaixo (em termos geológicos dir-se-ia impermeável). A única direção em que a água aprisionada poderia fluir seria horizontalmente.  A água poderia então fluir para a superfície em um ponto em que o aquífero encontra um limite, como a parede de uma cratera.  Aquíferos são muito comuns na Terra. Um bom exemplo é a "Weeping Rock" no Parque Nacional de Zion em Utah, Estados Unidos.
Por outro lado há evidências para a teoria alternativa, pois grande parte da superfície de Marte é coberta por um manto fofo espesso, o qual se acredita ser uma mistura de gelo e poeira. O manto rico em gelo, com espessura de poucos metros, faz com que a superfície fique mais fofa, mas há locais em que esta apresenta uma superfície desnivelada, lembrando a superfície de uma bola de basquete.  Sob certas condições o gelo poderia derreter e fluir encosta abaixo, criando ravinas.  Por haver poucas crateras nesse manto, conclui-se que o manto é relativamente jovem. Uma excelente vista deste manto é a imagem da borda da cratera Ptolemaeus, vista pela HiRISE.
O manto rico em gelo pode ser resultado de mudanças climáticas. Mudanças na órbita e inclinação de Marte provocam mudanças significativas na distribuição de gelo de água desde regiões polares até as latitudes equivalentes às do Texas.  Durante certos períodos climáticos o vapor d’água escapa da capa polar e vai para a atmosfera. A água retorna ao solo em latitudes mais baixas na forma de depósitos ou gelo misturado generosamente com a poeira. A atmosfera de Marte contém uma grande quantidade de finas partículas de poeira. O vapor d’água se condensa sobre as partículas, então as partículas maiores carregadas de água caem no solo. Quando a obliquidade de Marte atinge seu ponto máximo, mais de 2 cm de gelo pode ser removido da capa glacial de verão e depositado nas latitudes médias. Este movimento de água poderia durar por milhares de anos e criar uma camada de neve com mais de 10 metros de espessura. Quando o gelo no topo da camada superficial volta para a atmosfera, ela deixa a poeira para trás, isolando o gelo residual.  Medições das altitudes e inclinações das ravinas dão suporte à ideia de que bolsões de gelo ou geleiras estão associados às ravinas. Encostas mais inclinadas fazem mais sombra, o que ajudaria a preservar o gelo.
Elevações mais altas possuem muito menos ravinas pois o gelo tenderia a se sublimar mais no ar da alta altitude.
A terceira teoria poderia ser possível tendo em vista que mudanças climáticas podem ser o bastante para permitir o gelo no solo se derreta formando assim as ravinas. Durante um clima mais ameno, os primeiros metros poderiam thaw e produzir um "fluxo de detritos" similar àqueles da seca e gelada costa oriental de Groenlândia. Como as ravinas ocorrem em encostas íngremes apenas um pequeno decréscimo no esforço cortante das partículas do solo é o bastante para iniciar o fluxo. Pequenas quantidades de água líquida de gelo derretido do solo poderia ser o bastante.  Cálculos demonstram que um terço de um milímetro de escoamento pode ser produzido a cada dia por  50 dias em cada ano marciano, mesmo sob as condições atuais.

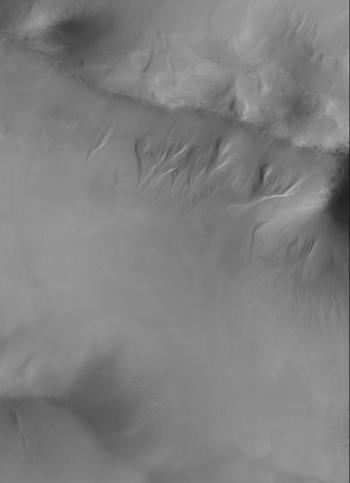
Ravinas na borda ocidental de Argyre Planitia vistas pelo instrumento CTX.
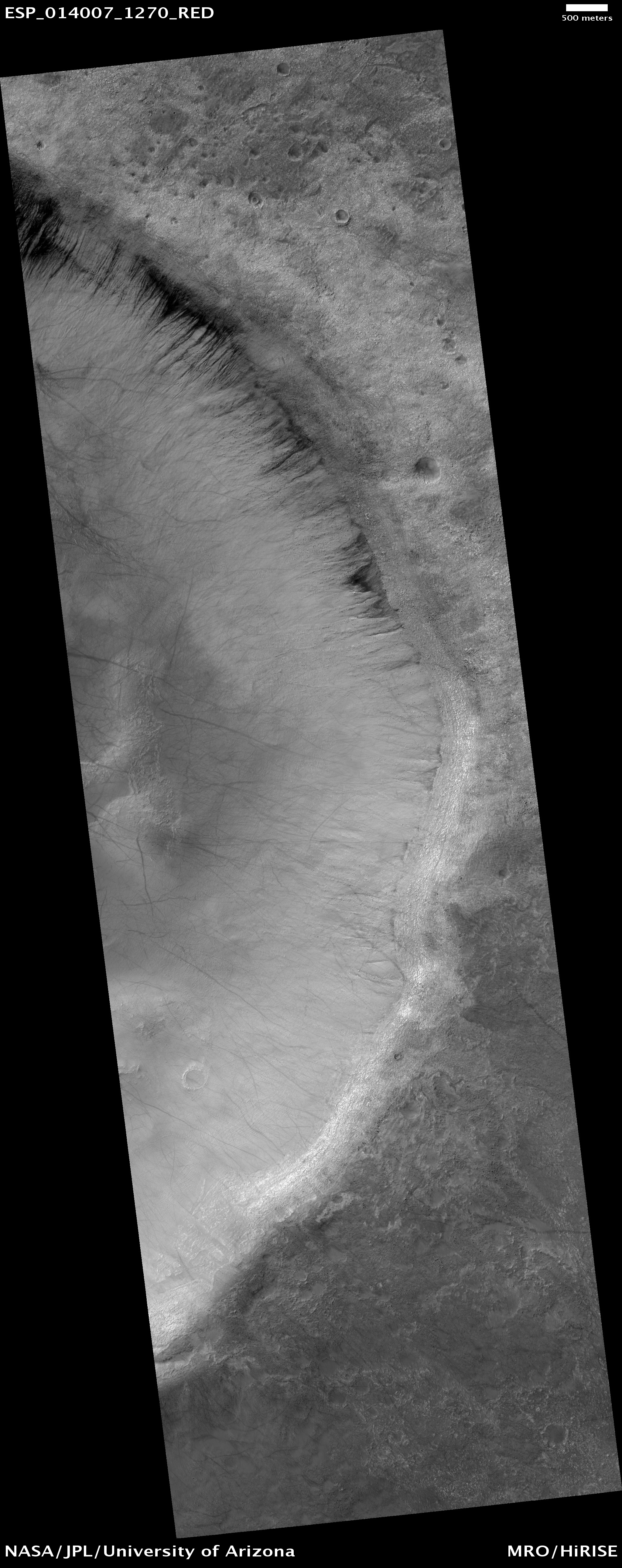
Ravinas na cratera Green, visto pela HiRISE.
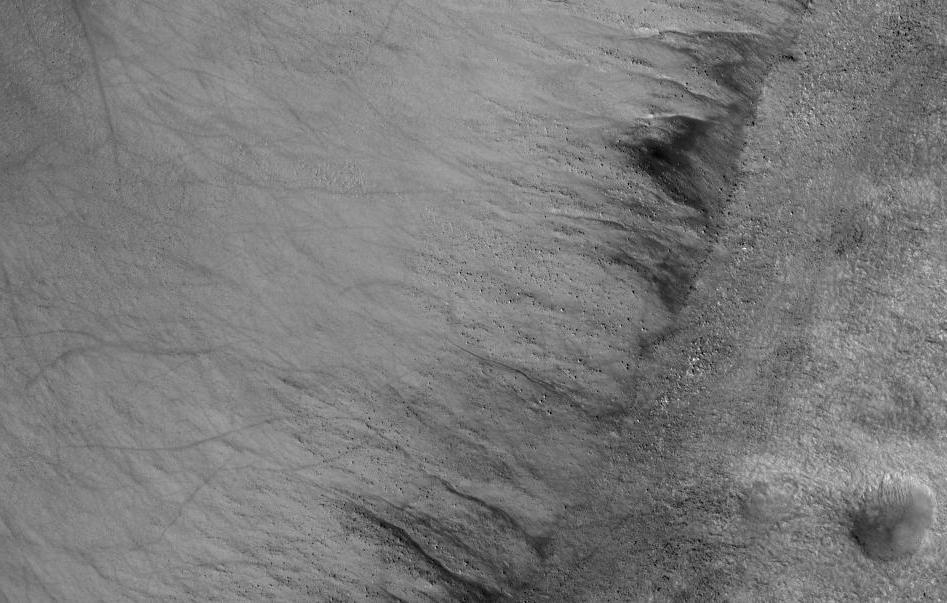
Imagem aproximada das ravinas da cratera Green, visto pela HiRISE.
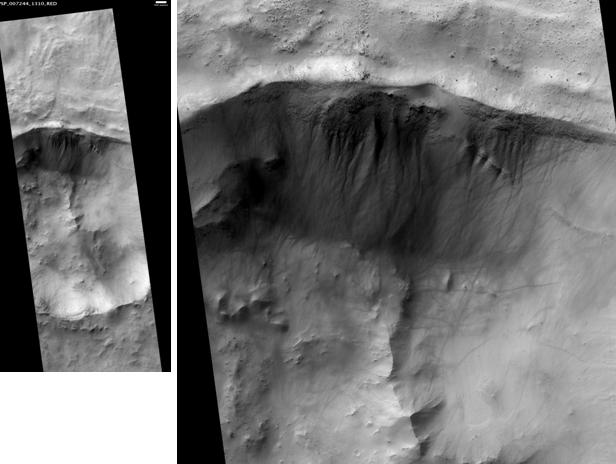
A cratera Jezža, vista pela HiRISE. A parede norte (no topo) apresenta ravinas.  Linhas escuras são rastros de redemoinho. A barra de escala mede 500 m.

## Bacia de Argyre

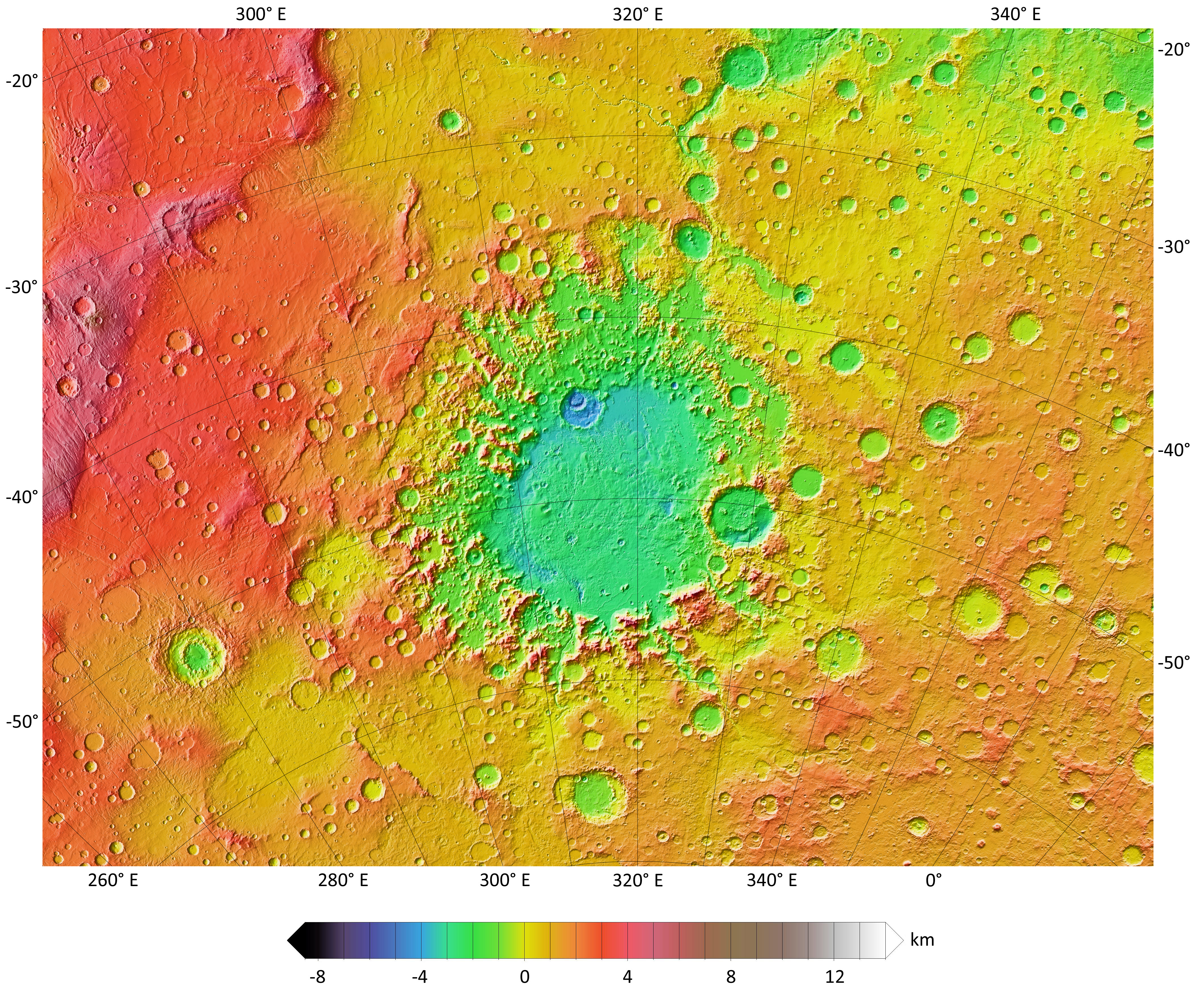
Topografia da bacia de Argyre, uma formação proeminente no quadrângulo de Argyre.

A Bacia de Argyre foi criada por um impacto gigante.  Acredita-se que ela tenha contido um lago na nos primórdios de Marte. No mínimo três vales fluviais (Surius Vallis, Dzigal Vallis, e Palacopus Vallis) fluem em sua direção no sul.  Após ter se congelado, o gelo formou eskers que são visíveis ainda hoje.

## Crateras
Crateras de impacto geralmente possuem uma borda com ejecta ao seu redor, em contraste crateras vulcânicas geralmente não possuem bordas ou depósitos de ejecta.  À medida que as crateras ficam largas, (maior que 10 km de diâmetro), elas geralmente passam a exibir um pico central. O pico é causado por um fluxo do solo da cratera rumo ao centro seguindo o impacto.  Às vezes crateras apresentarão camadas. Tendo em vista que a colisão que produz a cratera é como uma explosão poderosa, rochas das profundezas são trazidas de volta à superfície. Consequentemente, as crateras podem nos mostrar o que se encontra sob a superfície.

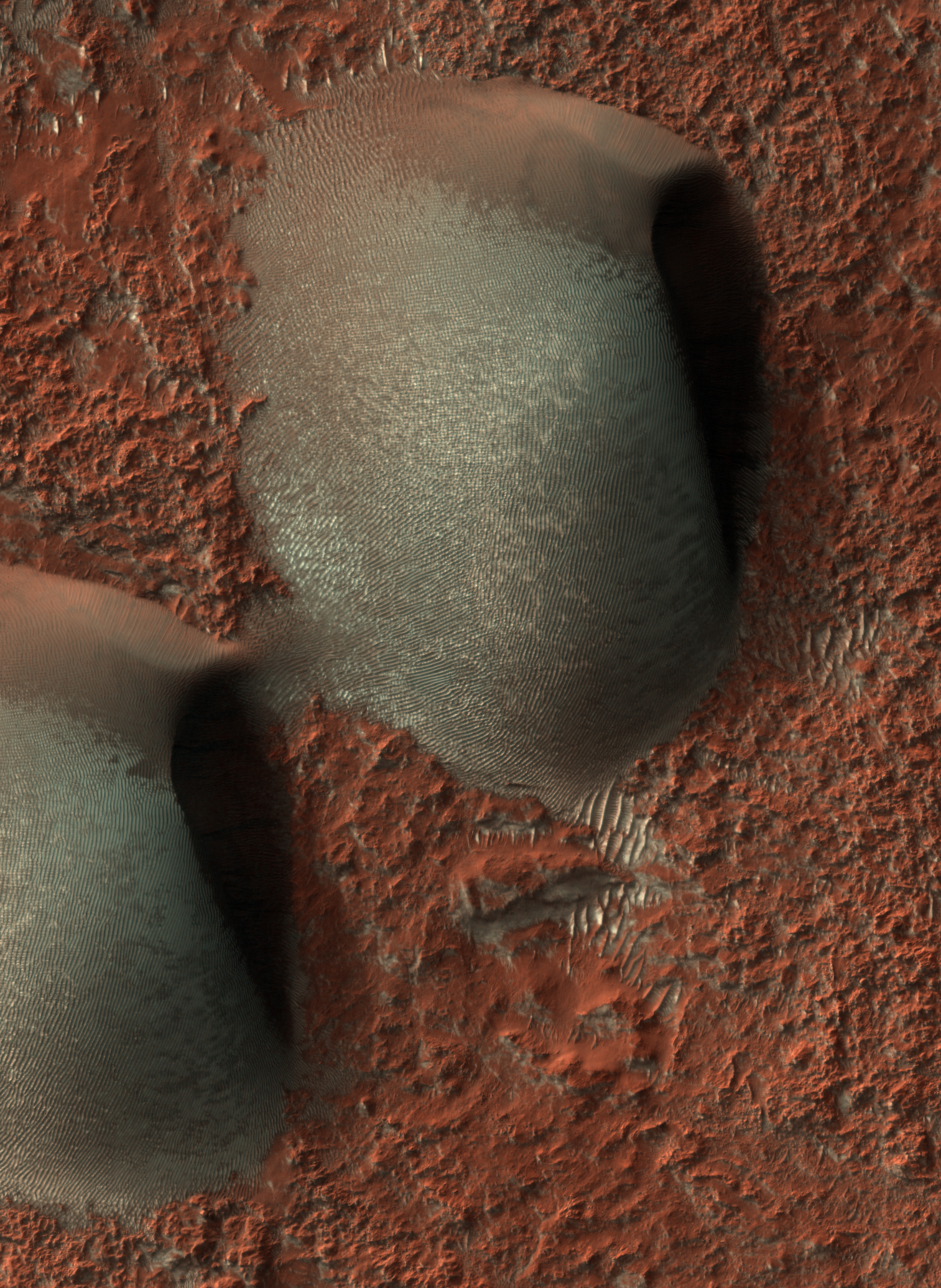
As dunas da cratera Wirtz com marcas de ondulação e gelo, visto pela HiRISE.
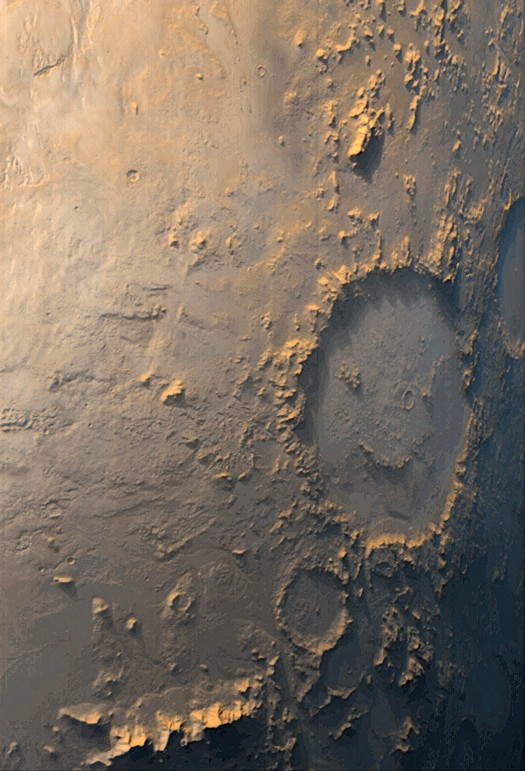
Imagem da cratera Galle, da Mars Global Surveyor.

## Galeria

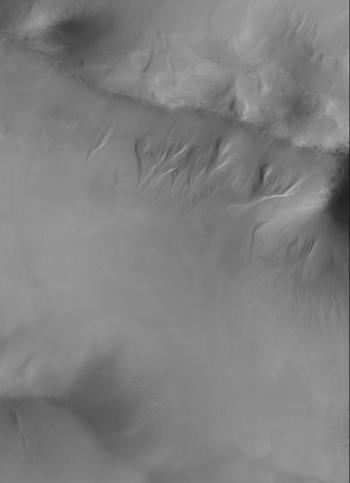
Ravinas em um maciço em Nereidum Montes, visto pelo instrumento CTX da Mars Reconnaissance Orbiter.
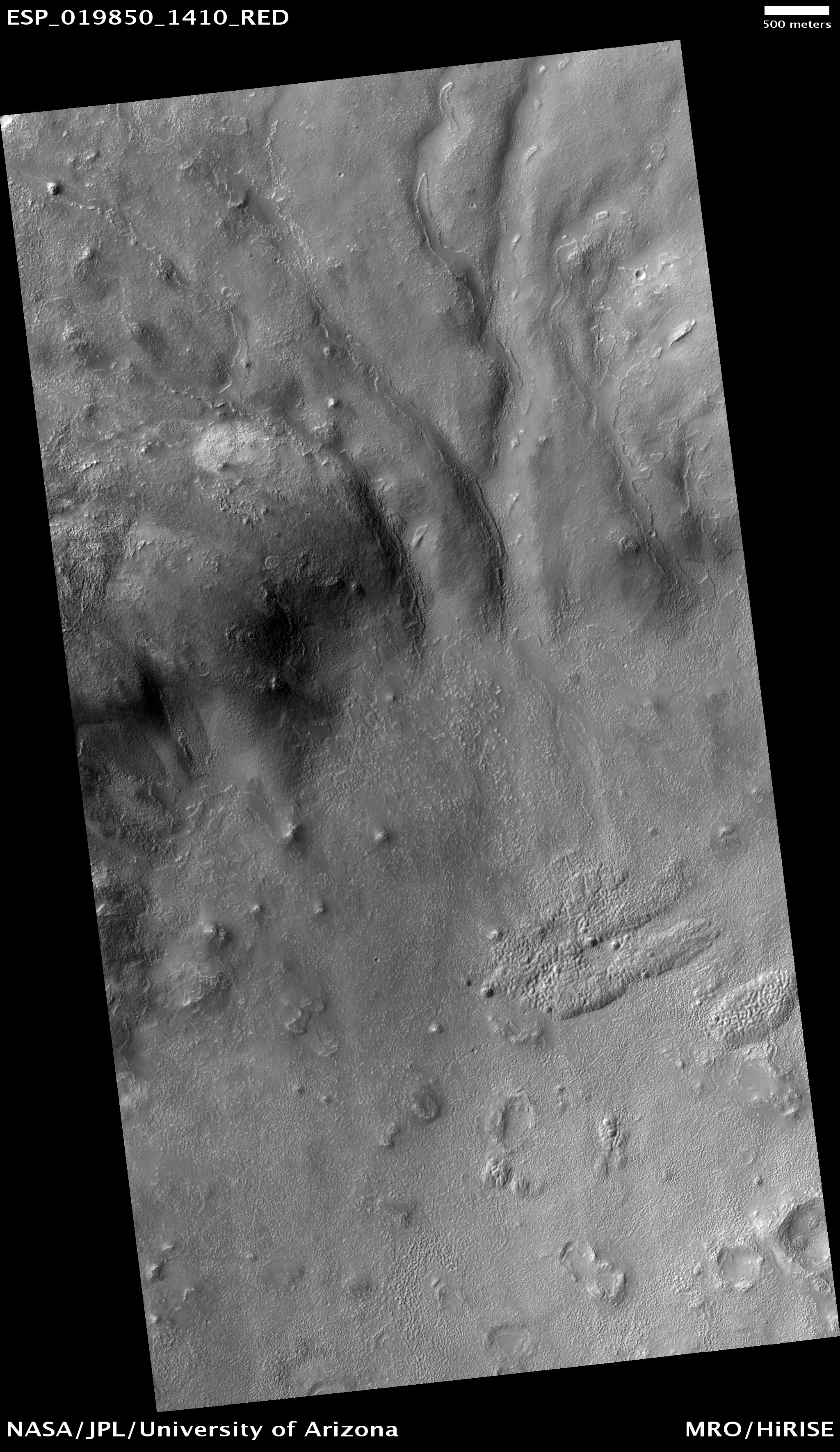
Superfície no quadrângulo de Argyre, visto pela HiRISE, sob o programa HiWish.  Esta é a imagem da superfície capturada em uma única imagem da HiRISE.  A barra de escala mede 500 m.
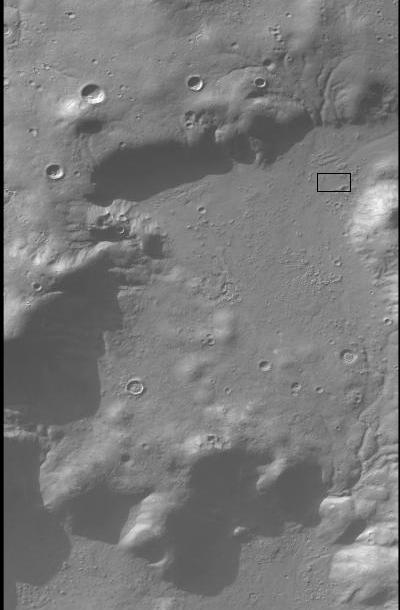
Imagem do CTX mostrando o contexto da próxima imagem.  Um grupo de canais é visível nessa imagem.
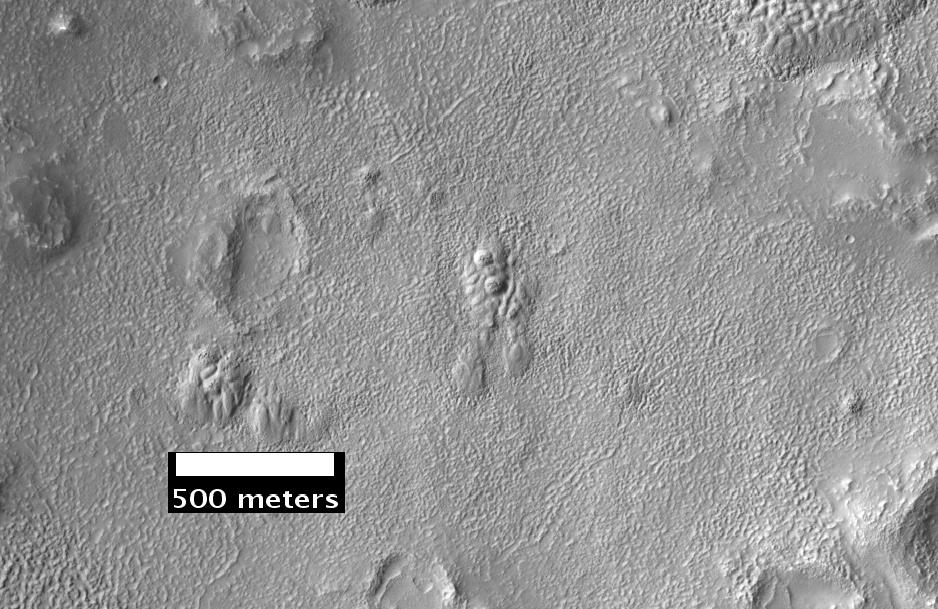
Imagem aproximada da superfície do quadrângulo de Argyre, visto pela HiRISE, sob o programa HiWish.